# 確率の公理
コルモゴロフの公理は、1933年にアンドレイ・コルモゴロフが導入した、確率論の基礎となる公理である。これらの公理は依然として確率論の基盤となっており、数学、物理科学、および現実世界の確率の事例の理解にとりわけ重要である。ベイズ確率を形式化する代替的アプローチは、コックスの定理によって与えられる。

## コルモゴロフによる公理系
まず、コルモゴロフ自身による公理系を解説し、次節で現代の定義について解説する。
{\displaystyle \Omega } は、根元事象と呼ばれる要素の集合、{\displaystyle {\mathfrak {F}}} は {\displaystyle \Omega } の部分集合から構成される族であり、その要素は事象と呼ばれる。{\displaystyle P} は {\displaystyle {\mathfrak {F}}} 上の集合関数とする。以下の5公理を満たす系{\displaystyle (\Omega ,{\mathfrak {F}},P)} を確率空間と呼ぶ。
1. {\displaystyle {\mathfrak {F}}} は有限個の要素による集合和、集合差、共通部分について閉じている。
2. {\displaystyle {\mathfrak {F}}} は {\displaystyle \Omega } を含む。すなわち {\displaystyle \Omega \in {\mathfrak {F}}.}
3. {\displaystyle P} は非負の実数値をとる。すなわち、{\displaystyle P:{\mathfrak {F}}\rightarrow \mathbb {R} _{\geq 0}}
4. {\displaystyle P(\Omega )=1.}
5. {\displaystyle A,B\in {\mathfrak {F}}} が互いに素な集合 (Disjoint sets) ならば、{\displaystyle P(A\cup B)=P(A)+P(B).}（有限加法性）
さらに {\displaystyle \Omega } が無限集合の場合には次の連続性の公理を導入する。
6. {\displaystyle {\mathfrak {F}}} の減少列 {\displaystyle A_{1}\supset A_{2}\supset A_{3}\supset \cdots } が、{\displaystyle \textstyle \bigcap \limits _{n=1}^{\infty }A_{n}=\emptyset } を満たすならば、{\displaystyle \lim _{n\to \infty }P(A_{n})=0.}
公理5と6より、次の一般化加法定理（完全加法牲）が導かれる。
一般化加法定理
集合列 {\displaystyle \{A_{n}\}_{n\in \mathbb {N} }} は、互いに素であり、{\displaystyle \textstyle \bigcup \limits _{n=1}^{\infty }A_{n}\in {\mathfrak {F}}} ならば、
{\displaystyle P{\bigl (}\textstyle \bigcup \limits _{i=1}^{\infty }A_{i}{\bigr )}=\sum \limits _{i=1}^{\infty }P(A_{i}).}
一般化加法定理を満たす {\displaystyle P} は、{\displaystyle {\mathfrak {F}}} が生成する完全加法族（σ-集合体）上の非負かつ完全加法的な集合関数に一意的に拡張可能である。

## 公理
以上の議論をまとめて、現代では以下のように要約する。
{\displaystyle \Omega } は任意の集合、{\displaystyle {\mathfrak {F}}} は {\displaystyle \Omega } 上の完全加法族（σ-集合体）（あるいは有限加法族）、{\displaystyle P} は {\displaystyle {\mathfrak {F}}} 上の集合関数とする。{\displaystyle P} が次の3条件を満たすとき、{\displaystyle P} は {\displaystyle (\Omega ,{\mathfrak {F}})} 上の確率測度となり、{\displaystyle \Omega } は標本空間、{\displaystyle {\mathfrak {F}}} は事象空間と呼ばれる。

### 第一の公理
事象の確率は非負の実数を取る。
{\displaystyle P:{\mathfrak {F}}\rightarrow \mathbb {R} _{\geq 0}}
ここで {\displaystyle {\mathfrak {F}}} は事象空間である。従って確率測度 {\displaystyle P} は、測度の中でも特に、有限値しか取らない。負の確率を取る理論では、第一の公理は緩和される。

### 第二の公理
これは、単位測度の仮定である。すなわち、標本空間全体において、少なくとも1つの根元事象が起こる確率は1となる。
{\displaystyle P(\Omega )=1.}

### 第三の公理
これは、σ-加法性の仮定である。互いに素な集合 (Disjoint sets) の任意の可算個の列（排反事象と同義）{\displaystyle E_{1},E_{2},\cdots \in {\mathfrak {F}}} は、下記を満たす。
{\displaystyle P{\Bigl (}\textstyle \bigcup \limits _{i=1}^{\infty }E_{i}{\Big )}=\sum \limits _{i=1}^{\infty }P(E_{i}).}
単に有限加法的な確率空間を考えている研究者もおり、この場合、{\displaystyle {\mathfrak {F}}} は完全加法族ではなく有限加法族であることだけが要求される。一般に、偽確率分布は第三の公理を緩和する。

## 結果
コルモゴロフの公理から、確率を研究する上でその他の有用な法則を演繹することができる。これらの法則の証明は、第三の公理の力と、残りの2つの公理との相互作用を深い洞察をもって描き出す手順となる。即座に導ける4つの系とその証明を以下に示そう。

### 単調性
{\displaystyle A\subseteq B\Longrightarrow P(A)\leq P(B).}
AがBの部分集合の場合、Aの確率はBの確率以下となる。

#### 単調性の証明[10]
単調性を作るため、{\displaystyle E_{1}=A,E_{2}=B\setminus A} とする。ただし、{\displaystyle A\subseteq B}とし、{\displaystyle i\geq 3} に対して {\displaystyle E_{i}=\varnothing } とする。集合列 {\displaystyle \{E_{i}\}_{i\in \mathbb {N} }} は互いに素であり、{\displaystyle \bigcup _{i=1}^{\infty }E_{i}=B} となることは自明である。したがって、第三の公理から次が得られる。
{\displaystyle P(A)+P(B\setminus A)+\sum _{i=3}^{\infty }P(E_{i})=P(B).}
第一の公理により、この左辺の各項は非負であり、有限値 {\displaystyle P(B)} に収束するため、{\displaystyle P(A)\leq P(B)} および {\displaystyle P(\varnothing )=0} が得られる。

### 空集合の確率
{\displaystyle P(\varnothing )=0.}
事象が非可算の場合において、逆に確率が0でも事象が {\displaystyle \varnothing } とは限らない。

#### 空集合の確率の証明
1つ前の証明で、{\displaystyle P(\varnothing )=0} は示されている。ただし、この結論は背理法で示される。
{\displaystyle P(B)=P(A)+P(B\setminus A)+\sum _{i=3}^{\infty }P(E_{i})}
は収束するから、{\displaystyle P(\varnothing )=:a} とおくと、
{\displaystyle \sum _{i=3}^{\infty }P(E_{i})=\sum _{i=3}^{\infty }P(\varnothing )=\sum _{i=3}^{\infty }a={\begin{cases}0&(a=0)\\\infty &(a>0)\end{cases}}}
も収束する。{\displaystyle a>0} と仮定すると、右辺は発散し、矛盾するから、{\displaystyle a=P(\varnothing )=0} となる。

### 余事象の法則
{\displaystyle P\left(A^{c}\right)=P(\Omega \setminus A)=1-P(A)}

#### 余事象の法則の証明
{\displaystyle A,A^{c}} は排反であり、{\displaystyle A\cup A^{c}=\Omega } である。よって、
{\displaystyle P(A\cup A^{c})=P(A)+P(A^{c})} （公理3に従う）
そして {\displaystyle P(A\cup A^{c})=P(\Omega )=1}（公理2に従う）
{\displaystyle \Rightarrow P(A)+P(A^{c})=1}
{\displaystyle \therefore P(A^{c})=1-P(A)}

### 確率の値域
単調性から即座に次が従う。
{\displaystyle 0\leq P(E)\leq 1\qquad \forall E\in F.}

#### 有界性の証明
{\displaystyle \varnothing \subset E\subset \Omega } に単調性の性質を使うと、{\displaystyle P(\varnothing )=0} より、
{\displaystyle 0\leq P(E)\leq 1}

## その他の性質
もう一つの重要な性質は下記である。
{\displaystyle P(A\cup B)=P(A)+P(B)-P(A\cap B).}
これは、確率の加法定理と呼ばれる。つまり、AまたはBが起こる確率は、Aが起こる確率とBが起こる確率の和からAとBの両方が起こる確率を引いたものである。この証明は次の通りである。
まず、
{\displaystyle P(A\cup B)=P(A)+P(B\setminus A)}（公理3による）
であるから、
{\displaystyle P(A\cup B)=P(A)+P(B\setminus (A\cap B))} （{\displaystyle B\setminus A=B\setminus (A\cap B)} であるため）
また、
{\displaystyle P(B)=P(B\setminus (A\cap B))+P(A\cap B)}
{\displaystyle P(B\setminus (A\cap B))} を消去すれば、求める結果が得られる。
加法定理の任意の数の集合への拡張は、包除原理である。
また、加法定理においてBをAの余事象Acとすると
{\displaystyle P\left(A^{c}\right)=P(\Omega \setminus A)=1-P(A)}
つまり、事象が発生しない確率（つまり余事象）は、1から発生する確率を引いたものである。

## 簡単な例：コイントス
一回のコイントスを考え、コインが表 (H) または裏 (T) のいずれかで着地するものとする（両方は起きえない）。コインが公正であるかどうかに関して仮定はしない。
この場合、下記のように定義できよう。
{\displaystyle \Omega =\{H,T\}}
{\displaystyle F=\{\varnothing ,\{H\},\{T\},\{H,T\}\}}
コルモゴロフの公理から次が分かる。
{\displaystyle P(\varnothing )=0}
表でも裏でもない確率は0となる。
{\displaystyle P(\{H,T\}^{c})=0}
表か裏かいずれかの確率は、1となる。
{\displaystyle P(\{H\})+P(\{T\})=1}
また、上記の通り、表の確率と裏の確率の合計は1である。

## 参照項目
- ボレル集合
- 完全加法族
- 集合論
- 条件付き確率
- 偽確率（英語版）